# 东环街道 (徐州市)
东环街道，是中华人民共和国江苏省徐州市鼓楼区下辖的一个街道，实属徐州经济技术开发区。

## 行政区划
东环街道下辖以下地区：
孟家沟社区、刘湾社区、赵庄社区、圩子社区和星光社区。